# 3361 Orpheus
3361 Orpheus este un asteroid din grupul Apollo, descoperit pe 24 aprilie 1982 de Carlos Torres.

## Denumirea asteroidului
Numele asteroidului face referire la personajul din Mitologia greacă, Orfeu.

## Caracteristici
Asteroidul are un diametru mediu de circa 0,3 km. Prezintă o orbită caracterizată de o semiaxă majoră egală cu 1,2095133 u.a. și de o excentricitate de 0,3227546, înclinată cu 2,68472° față de ecliptică.
Orbita sa întretaie orbitele planetelor Marte și Pământ și se apropie și de cea a planetei Venus. Între anii 1900 și 2100 a trecut sau va trece la mai puțin de 30.000.000 de kilometri, de Venus (de 11 ori), de Terra (de 33 de ori) și de Marte (de 14 ori).
S-a calculat că, la 7 decembrie 2013, a trecut la vreo 40 distanțe lunare de Pământ.